# Lemme du tube
En mathématiques, le lemme du tube est le résultat de topologie générale suivant, :

Si x est un point d'un espace topologique X et si Y est un espace quasi-compact, tout ouvert de X × Y contenant la partie {x} × Y contient un ouvert élémentaire U × Y contenant cette partie.
Il permet par exemple de démontrer simplement que tout produit fini de compacts est compact, sans recourir au théorème de Tychonov.

## Remarques
- Le lemme du tube équivaut à :Pour tout espace X et tout espace quasi-compact Y, la projection X × Y → X est une application fermée.

- L'hypothèse que Y est quasi-compact est indispensable : par exemple[3] dans le plan euclidien ℝ × ℝ, l'ouvert {(x, y) ; |x| < 1/(y2 + 1)} contient {0} × ℝ mais ne contient aucun ouvert élémentaire intermédiaire. Plus généralement, pour tout espace Y non quasi-compact, il existe un espace X pour lequel la projection X × Y → X n'est pas fermée, donc dans lequel un certain point x ne vérifie pas le lemme du tube.

## Application aux produits finis de compacts
Le lemme du tube permet de montrer que le produit de deux espaces quasi-compacts est quasi-compact,. Par récurrence, tout produit fini d'espaces quasi-compacts est donc quasi-compact, si bien que tout produit fini d'espaces compacts (c'est-à-dire quasi-compacts et séparés) est compact.
Ce cas particulier du théorème de Tychonov est ainsi bien plus élémentaire que le cas d'un produit infini.

## Généralisation
La preuve de la généralisation suivante est à peine plus compliquée que la preuve directe du lemme du tube.

Si A est une partie quasi-compacte d'un espace X et B une partie quasi-compacte d'un espace Y, tout ouvert contenant la partie A × B contient un ouvert élémentaire U × V contenant cette partie.

Elle permet de montrer que dans un espace séparé, deux parties compactes disjointes sont toujours incluses dans deux ouverts disjoints.